# Kanton Castellane
Der Kanton Castellane ist ein französischer Wahlkreis im Département Alpes-de-Haute-Provence in der Region Provence-Alpes-Côte d’Azur. Er umfasst 32 Gemeinden. Das bureau centralisateur ist in Castellane.

## Gemeinden
Der Kanton besteht aus 32 Gemeinden mit insgesamt 9819 Einwohnern (Stand: 1. Januar 2022) auf einer Gesamtfläche von 1.320,43 km²:
| Gemeinde               | Einwohner 1. Januar 2022 | Fläche km² | Dichte Einw./km² | Code INSEE | Postleitzahl |
| ---------------------- | ------------------------ | ---------- | ---------------- | ---------- | ------------ |
| Allons                 | 125                      | 41,71      | 3                | 04005      | 04170        |
| Allos                  | 816                      | 116,65     | 7                | 04006      | 04260        |
| Angles                 | 70                       | 9,83       | 7                | 04007      | 04170        |
| Annot                  | 1.013                    | 29,80      | 34               | 04008      | 04240        |
| Beauvezer              | 387                      | 26,98      | 14               | 04025      | 04370        |
| Braux                  | 134                      | 11,67      | 11               | 04032      | 04240        |
| Castellane             | 1.454                    | 117,79     | 12               | 04039      | 04120        |
| Castellet-lès-Sausses  | 140                      | 53,91      | 3                | 04042      | 04320        |
| Colmars                | 548                      | 81,82      | 7                | 04061      | 04370        |
| Demandolx              | 111                      | 20,37      | 5                | 04069      | 04120        |
| Entrevaux              | 791                      | 60,37      | 13               | 04076      | 04320        |
| La Garde               | 126                      | 16,63      | 8                | 04092      | 04120        |
| La Mure-Argens         | 333                      | 34,73      | 10               | 04136      | 04170        |
| La Rochette            | 72                       | 18,80      | 4                | 04170      | 06260        |
| Lambruisse             | 81                       | 21,78      | 4                | 04099      | 04170        |
| Le Fugeret             | 200                      | 28,38      | 7                | 04090      | 04240        |
| Méailles               | 118                      | 32,74      | 4                | 04115      | 04240        |
| Moriez                 | 238                      | 37,18      | 6                | 04133      | 04170        |
| Peyroules              | 248                      | 33,34      | 7                | 04148      | 04120        |
| Rougon                 | 120                      | 35,83      | 3                | 04171      | 04120        |
| Saint-André-les-Alpes  | 1.030                    | 47,46      | 22               | 04173      | 04170        |
| Saint-Benoît           | 166                      | 21,03      | 8                | 04174      | 04240        |
| Saint-Julien-du-Verdon | 176                      | 6,19       | 28               | 04183      | 04170        |
| Saint-Pierre           | 97                       | 5,62       | 17               | 04194      | 06260        |
| Sausses                | 129                      | 14,68      | 9                | 04202      | 04320        |
| Soleilhas              | 91                       | 34,53      | 3                | 04210      | 04120        |
| Thorame-Basse          | 208                      | 97,72      | 2                | 04218      | 04170        |
| Thorame-Haute          | 247                      | 108,35     | 2                | 04219      | 04170        |
| Ubraye                 | 99                       | 35,65      | 3                | 04224      | 04240        |
| Val-de-Chalvagne       | 83                       | 32,57      | 3                | 04043      | 04320        |
| Vergons                | 114                      | 45,73      | 2                | 04236      | 04170        |
| Villars-Colmars        | 254                      | 40,59      | 6                | 04240      | 04640        |
| Kanton Castellane      | 9.819                    | 1.320,43   | 7                | 0402       | –            |

Bis zur Neuordnung gehörten zum Kanton Castellane die sieben Gemeinden Castellane, Demandolx, La Garde, Peyroules, Rougon, Saint-Julien-du-Verdon und Soleilhas. Sein Zuschnitt entsprach einer Fläche von 264,68 km2. Er besaß vor 2015 einen anderen INSEE-Code als heute, nämlich 0406.

## Politik
| Vertreter im Départementsrat | Vertreter im Départementsrat  | Vertreter im Départementsrat |
| Amtszeit                     | Namen                         | Partei                       |
| ---------------------------- | ----------------------------- | ---------------------------- |
| 2004–2015                    | Gilbert Sauvan                | PS                           |
| 2015–                        | Gilbert Sauvan Alberte Vallée | PS                           |